# Championnats d'Europe de karaté 2009
Les championnats d'Europe de karaté 2009 ont lieu en 2009 à Zagreb, en Croatie. Il s'agit de la 44e édition des championnats d'Europe de karaté senior et de la première organisée dans le pays.

## Résultats

### Épreuves individuelles

#### Hommes
| Épreuve       | Or                 | Argent                  | Bronze                         |
| ------------- | ------------------ | ----------------------- | ------------------------------ |
| Kata          | Luca Valdesi       | Fernando San José       | Vu Duc Minh Dack Lucio Maurino |
| Kumite –60 kg | Danil Domdjoni     | Matías Gómez            | Michele Giuliani İlyas Demir   |
| Kumite –67 kg | Niyazi Aliyev      | Dimitrios Triantafyllis | Thomas Kaserer William Rolle   |
| Kumite –75 kg | Rafael Aghayev     | Luigi Busà              | Georgios Tzanos Serkan Yağcı   |
| Kumite –84 kg | Timothy Petersen   | Enes Erkan              | Amal Atayev Salvatore Loria    |
| Kumite +84 kg | Aleksandr Guerunov | Stefano Maniscalco      | Enrico Höhne Okay Arpa         |

#### Femmes
| Épreuve       | Or                     | Argent                  | Bronze                             |
| ------------- | ---------------------- | ----------------------- | ---------------------------------- |
| Kata          | Yaiza Martín           | Petra Nová              | Mirna Šenjug Sandy Scordo          |
| Kumite –50 kg | Natalia García         | Desiree Christiansen    | Elena Ponomareva Gülderen Çelik    |
| Kumite –55 kg | Jelena Kovačević       | Natasa Ilievska         | Gema Alías Stefania Sandu          |
| Kumite –61 kg | Eva Tulejová-Medveďová | Natalie Williams        | Mirsada Suljkanović Lolita Dona    |
| Kumite –68 kg | Petra Volf             | Tiffany Fanjat          | Irene Colomar Vassiliki Panetsidou |
| Kumite +68 kg | Yıldız Aras            | Evgeniya Podborodnikova | Ana-Marija Čelan Katie Hurry       |

### Épreuves par équipes

#### Hommes
| Épreuve | Or | Argent  | Bronze             |
| ------- | --- | ------- | ------------------ |
| Kata    | Italie Vincenzo Figuccio Lucio Maurino Luca Valdesi                                                                              | Espagne | Tchéquie France    |
| Kumite  | Turquie Yusuf Başer Maslum Baştürk Zeki Demir Gökhan Gündüz Yavuz Karamollaoğlu Murat Salih Kurnaz Yaser Şahintekin Serkan Yağcı | Grèce   | Azerbaïdjan France |

#### Femmes
| Épreuve | Or      | Argent    | Bronze                                                         |
| ------- | ------- | --------- | -------------------------------------------------------------- |
| Kata    | Espagne | Allemagne | Croatie Italie Sara Battaglia Viviana Bottaro Samantha Piccolo |
| Kumite  | Espagne | Russie    | Allemagne Hongrie                                              |